# Bogusław Aleksander Uniechowski
Bogusław Aleksander Uniechowski (Unichowski) herbu Ostoja (zm. 22 maja 1697) – wojewoda trocki od 1689, pisarz ziemski nowogródzki od 1678, marszałek Trybunału Głównego Wielkiego Księstwa Litewskiego 1687, która funkcję piastował po raz drugi w r. 1696, z sejmu roku 1690 wybrany na komisarza trybunału fiskalnego jak i do zapłaty wojsku litewskiemu, dyrektor trockiego sejmiku elekcyjnego na podsędkostwo w 1690 roku, dyrektor trockiego sejmiku przedsejmowego przedkonwokacyjnego 1696 roku.
Poseł na sejm 1685 roku. Poseł sejmiku trockiego na sejm konwokacyjny 1696 roku.